# Plaça del Mercat (Olot)
La plaça del Mercat és una gran estructura rectangular que ocupa l'illa que fan els carrers Mulleres, doctor Fàbrega, Anton Llopis i carrer del Mercat a la ciutat d'Olot. Abans de la Guerra Civil, l'ajuntament d'Olot va creure necessària l'edificació d'un mercat cobert. El projecte va ser rebutjat després de la guerra únicament pel seu caràcter i significació progressiva. Poc després s'aixecaria un mercat en el mateix lloc on avui hi ha l'actual, de planta baixa i amb àmplies obertures a l'exterior. A principis dels anys 70 s'encarregà a l'arquitecte olotí Tresserras el nou projecte, que una vegada fet va tenir molts comentaris negatius pel caràcter modern al mig d'un carrer del segle xix. Realitzat l'any 1978.
Disposa de soterranis, destinats a magatzems i cambres frigorífiques; la primera planta és destinada al mercat, amb tres escales d'accés situades en diferents façanes. El pis superior és destinat a garatge pels cotxes. Cal destacar la manca total d'obertures en l'edifici, fent excepció als locals destinats al centre d'iniciatives turístiques i al bar. Edifici totalment racionalista.
Aquestes ceràmiques murals van ser dissenyades per Marià Oliveres i fetes per Danés Jordi. Estan situades a cada costat de la porta que dona al carrer Mulleres. Representen:
- Escena de camp, recollint les garbes, en ple segle XX amb els pagesos vestit amb granota de mecànic i l'anagrama OSSA a l'esquena. És típicament olotí, amb un paisatge fàcil de reconèixer per a tothom, la muntanya de Montolivet i el Puigsacalm i Santa Magdalena. Cromàticament predominen els verds, blaus i taronges.
- Parada de mercat amb l'escena centrada per una parella, l'home amb la pell fosca ui la dona amb la pell blanca i a cada costat diferents venedors.